# Císařský rakouský řád Leopoldův
Císařský rakouský Leopoldův řád (německy: Österreichisch-Kaiserlicher Leopold-Orden) byl záslužným řádem Rakouského císařství (později Rakousko-Uherska), který byl založen roku 1808 císařem Františkem I. na památku jeho otce císaře Leopolda II. Zanikl s koncem monarchie roku 1918.

## Historie řádu
Podle nepodložených zpráv řád založil císař František I. kvůli Haliči. Byl údajně nespokojen s tím, že zdejší šlechtici stále nosí svá stará polská a ruská vyznamenání a rozhodl se proto zřídit řád pojatý natolik široce, aby jím mohli být vyznamenávány osoby všech stavů. Tuto legendu ale není možné potvrdit ani vyvrátit.
Vznik nového řádu byl proklamován 8. ledna 1808 při příležitosti oslav sňatku Františka I. s modenskou princeznou Marií Ludovikou (1787-1816). Rakousko tak konečně získalo vyznamenání, kterým bylo možné oceňovat všechny oblasti společenského, kulturního i politického života. Vyrovnalo se tím okolním státům, které podobné řády založily již dříve. První exempláře Leopoldova řádu ale byly předány až o rok později, při slavnostní promoci 7. ledna 1809, a mezi držiteli rytířského kříže můžeme najít i nešlechtice.
Řád měl původně tři stupně, ale roku 1901 byl jeho nejvyšší stupeň rozdělen do dvou tříd s označením “velkokříž” a “I. třída”. Důvody tohoto kroku byly diplomatické. Roku 1868 totiž Italské království založilo řád Italské koruny, jehož symbol – lombardská železná koruna – byla narážkou na sjednocení poloostrova pod vládou savojské dynastie. Stejný řád – Železnou korunu – ale již od roku 1816 udílela i podunajská monarchie a obě dekorace tedy od konce 60. let 19. století existovaly paralelně. Ze zdvořilostních důvodů nebylo myslitelné dekorovat zasloužilé italské občany rakouským řádem Železné koruny a proto byli odměňováni řádem Leopoldovým. Protože ale velkokříž Leopoldova řádu stál na hodnostní stupnici výrazně výše než Železná koruna, byla nově zřízena právě I. třídy Leopoldova řádu, která stála na stejné úrovni jak Řád železné koruny I. třídy.
Leopoldův řád byl vždy mimořádně prestižním oceněním a býval udílen většinou vysoce postaveným úředníkům a důstojníkům. Civilní osoby jej získávaly jen velmi vzácně a to zejména po roce 1848, kdy byl zřízen Řád Františka Josefa, a kdy se Řád železné koruny z původně lombardsko-benátského řádu stal oceněním udíleným v rámci celého Rakouského císařství.
Roku 1860 byla zavedena možnost udělit řád s válečnou dekorací (Kriegsdekoration) za vojenské zásluhy a od roku 1916 bylo možno řád udělit „se zkříženými meči“ za odvahu v boji. Řád mohl být udělen „s brilianty“ jako zvláštní výraz panovníkovy přízně.
Řád měl své úředníky, a to preláta, který sloužil slavnostní mši v řádový svátek první neděli po svátku Tří králů, kancléře který vystavoval dekrety a zastupoval řád, grefiera, který vedl řádový archiv a kroniku, pokladníka, herolda a kancelistu, který pomáhal ostatním.

### Privilegia spojená s držbou řádu
S udělením velkokříže řádu bylo automaticky spojeno udělení hodnosti tajného rady s právem na oslovení Excelence (pokud vyznamenaní nepatřili mezi barony, měli právo o titul požádat), komandérský kříž umožňoval požádat o povýšení do stavu svobodných pánů a s rytířským křížem spojena možnost požádat o nobilitaci – udělení rytířského stavu. Časté udílení řádu ale vedlo k neobyčejnému nárůstu povýšení do šlechtického stavu. Nejvyšším rozhodnutím císaře Františka Josefa I. z 18. července 1884 (5. srpna 1884 publikovaného v oficiálním vládním listě Wiener Zeitung) proto bylo privilegium nobilitace zrušeno a nositelé řádu ztratili nárok na jakékoli další výsady. Pouze osoby, kterým byl řád udělen před publikováním výnosu, mohly o titul žádat i nadále.

## Popis odznaku
Řádový kříž byl zlatý, červeně emailovaný tlapatý kříž s bílým lemováním a zlatým okrajem. Uprostřed byl kruhový medailon, který měl na líci zlaté iniciály FIA (Franciscus Imperator Austriae) obtočené opisem řádového hesla INTEGRITATI ET MERITO (Za bezúhonnost a zásluhu), na rubu medailonu nápis OPES REGUM CORDA SUBDITORUM (heslo císaře Leopolda II. „Panovníkova moc spočívá na lásce poddaných“) obtočený zlatým vavřínovým věncem. Kříž byl zavěšen na rakouské císařské koruně. Stuha řádu je červená s bílými okraji, u 1. třídy červená s bílými postranními pruhy. 
Řádová hvězda byla stříbrná, s osmi paprsky a uprostřed byl řádový kříž. Válečná dekorace sestávala ze dvou zelených vavřínových ratolestí kolem koruny. Dekorace „s meči“ byla buď umístěna jako štítek na závěsné stuze, nebo dva zkřížené meče mezi rameny kříže.

## Třídy a způsoby nošení
Řád byl původně udělován ve třech třídách. V roce 1901 byl přidána čtvrtá třída – I. třída s odznakem a menší hvězdou řádu.
- velkokříž (velkostuha, hvězda a odznak na kolaně)
- I. třída (odznak na barevně odlišené velkostuze, menší hvězda)
- komandér (odznak na krční stuze)
- rytíř (odznak zavěšený na stuze na prsou)[2]

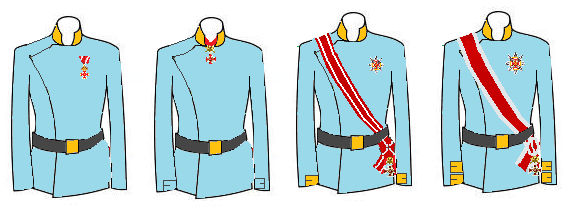
Příklady nošení řádu na vojenské uniformě od nejnižší třídy po nejvyšší

## Významní nositelé řádu
Řádem byli například vyznamenáni básníci Franz Grillparzer (rytíř) a Johann Wolfgang Goethe (komandér), fyziolog Jan Evangelista Purkyně, jazykovědec Josef Jungmann, hudební skladatel Antonín Dvořák, básník Jaroslav Vrchlický nebo cestovatelé Carl Weyprecht a Julius von Payer, objevitelé Země Františka Josefa (rytíř). Mezi cizinci byl prestižním velkokřížem s brilianty vyznamenán například ruský ministr financí Sergej Witte.

## Galerie

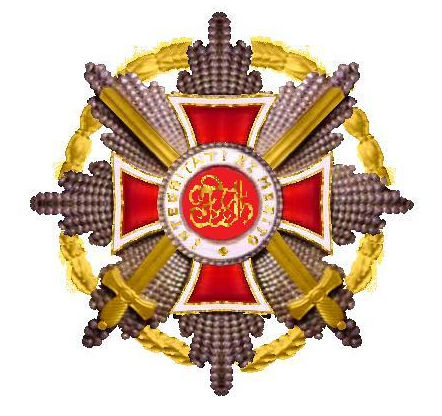
Hvězda velkokříže Řádu Leopolda z roku 1918 s meči.
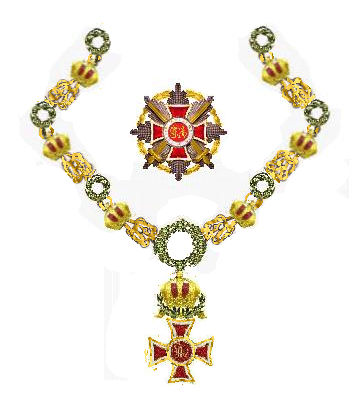
Hvězda řádu s odznakem a kolanou
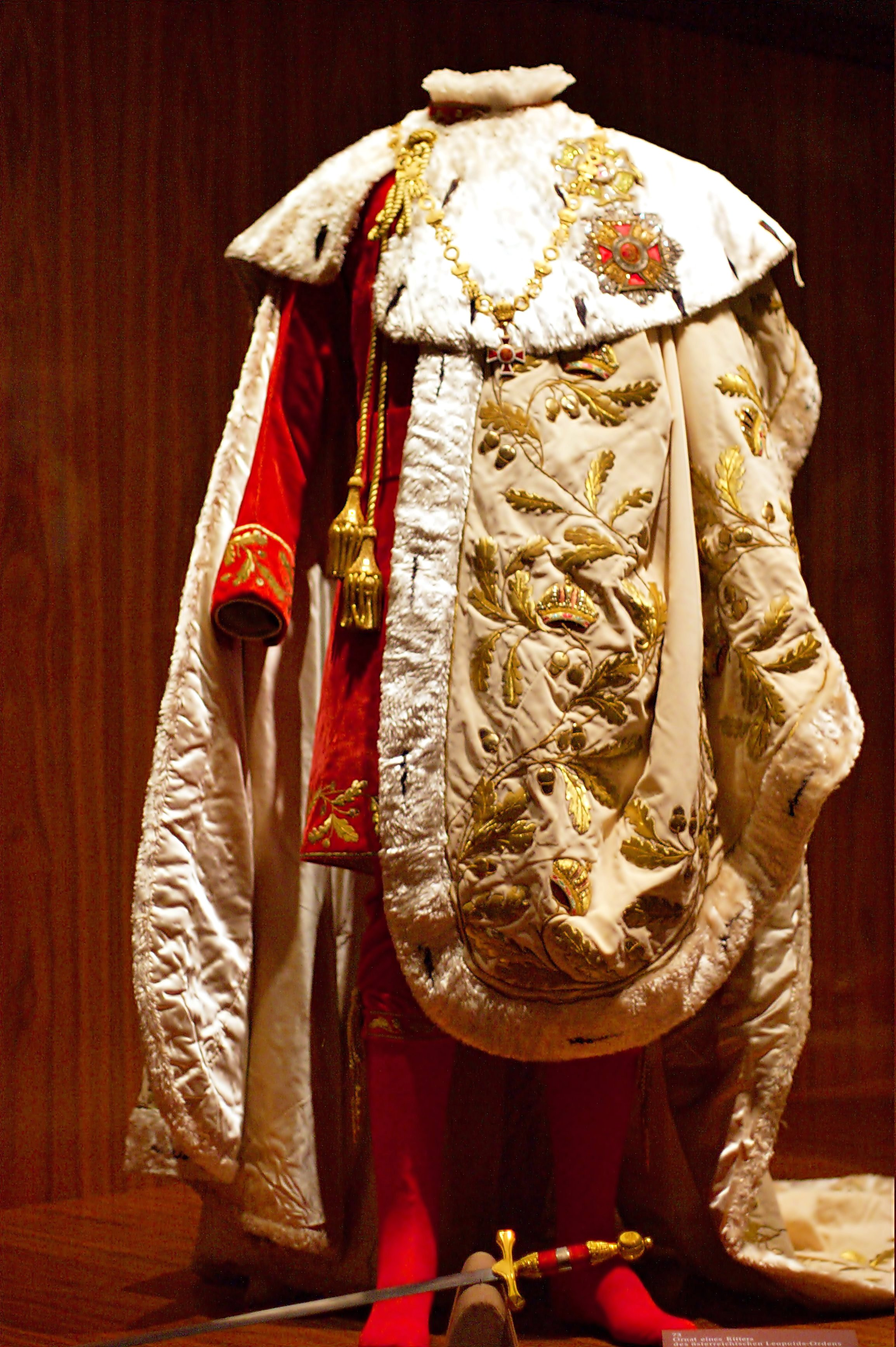
Slavnostní řádový oděv/ornát
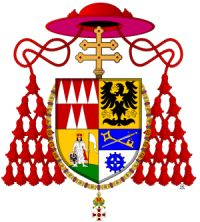
Použití řádové dekorace na znaku Františka Saleského kardinála Bauera.